# Rueckbeilia
Rueckbeilia is een geslacht van vlinders uit de familie van de Lycaenidae, de kleine pages, vuurvlinders en blauwtjes. De wetenschappelijke naam en de beschrijving van dit geslacht zijn voor het eerst gepubliceerd in 2013 door Gerard Talavera, Vladimir Lukhtanov, Naomi E. Pierce en Roger Vila.

## Soorten
- Rueckbeilia fergana (Staudinger, 1881)
- Rueckbeilia rosei (Eckweiler, 1989)